# Discathon
Il Discathon è una delle 10 discipline del frisbee. Questo evento prevede una corsa che copre un percorso lungo circa 1 km dall'inizio alla fine. I giocatori trasportano due o tre dischi che vengono lanciati alternativamente. Il disco di un giocatore deve percorrere il percorso stabilito dagli ostacoli precedentemente piazzati, che devono essere superati in una direzione specifica. L'obiettivo del giocatore è completare il percorso nel minor tempo possibile usando un minimo di lanci e il minor tempo possibile. Il tempo di un concorrente viene misurato quando uno dei dischi del giocatore supera completamente il traguardo.